# Клименко Олександр Петрович
Олекса́ндр Петро́вич Климе́нко (нар. 22 червня 1960, с. Високе, нині Україна) — український фотокореспондент.

## Життєпис
Олександр Клименко народився 22 червня 1960 року в селі Високому, нині Височанської громади Ніжинського району Чернігівської области України.
Після строкової служби в армії закінчив факультет журналістики Київського університету (1986). Працював у газеті «Сільські вісті», від 1991 — фоторепортер газети «Голос України».
Співпрацював з журналом «Шпіґель», газетою «Ель Паїс».
Від 1992 року побував у десяти країнах, де відбувалися воєнні конфлікти.
Автор багатьох персональних виставок.

## Нагороди
- Орден «За заслуги» III ступеня (2015)[7]
- Почесний нагрудний знак Головнокомандувача Збройних Сил України «За заслуги перед Збройними Силами України» (2020)[8]